# 加利·麥基昂
加里·约瑟夫·麦基翁（英語：Gary Joseph McKeown，1970年10月19日—），生於英格蘭牛津，已退役英格蘭足球運動員，司職中場。

## 球員生涯
麥基昂生於英格蘭牛津，於1997年毅然來港發展加盟當時在甲組角逐的球隊二合，1999年轉會流浪，再在同年以十五萬港元轉會費轉會晨曦，演出依然甚佳，再度入選最佳足球明星，期間助香港聯賽選手隊奪取賀歲盃或省港盃及滬港盃等埠際錦標，可說是近年來港表現最穩定的外援中場。
2001年，他準備離港返回英國發展，但在晨曦球會高層力邀下答允留隊，遺憾的是他在港6個球季，只於最後一季為晨曦奪聯賽冠軍，亦是其在港首個球會錦標。季尾，他於香港足球明星選舉擊敗三冠王南華眾球星榮膺香港足球先生。
球季結束後，麥基昂因希望兒女在英國接受教育，加上香港聯賽前景不明朗，於是離港返回英國發展，更報讀英國足總B級教練課程，為教練工作鋪路。

## 外部連結
- McKeown's stock rises in Hong Kong